# Khi de l'Àguila
Khi de l'Àguila (χ Aquilae) és una estrella binària de la constel·lació de l'Àguila. Està aproximadament a 155 anys llum de la Terra.
La component primària, χ Aquilae A, és una estrella gegant groga del tipus G de la magnitud aparent +5,6. La seva companya, χ Aquilae B, és una nana de la seqüència principal blanca del tipus A de la magnitud aparent +6,8. Les dues estrelles estan separades 0,6 segons d'arc i la seva brillantor combinada és de la magnitud aparent +5,26.